# تپه صادق‌تپه‌سی
تپه صادق تپه سی مربوط به دوره اشکانیان - سده‌های اولیه دوران‌های تاریخی پس از اسلام - سده‌های ۱ تا ۵ ه.ق است و در شهرستان مشگین‌شهر، بخش مرکزی، دهستان مشکین غربی، روستای بلوس واقع شده و این اثر در تاریخ ۲۸ اسفند ۱۳۸۵ با شمارهٔ ثبت ۱۹۰۰۶ به‌عنوان یکی از آثار ملی ایران به ثبت رسیده است.